# 411vm 22
411vm 22 je dvaindvajseta številka 411 video revije in je izšla januarja 1997.

## Vsebina številke in glasbena podlaga
Glasbena podlaga je navedena v oklepajih.
- Chaos (Notorious B.I.G. - Mo money mo problems)
- Profiles Edward Devera, Rune Glifberg, Andrew Reynolds (Dr Octagon - 3000, The John Coltrane Quartet - Africa, Jamiroquai - Digital vibrations)
- Wheels of fortune Enrique Lorenzo, Elissa Steamer, Jon West, Ali Cairns, Ed Selego (Ghostface killah - Daytona 500, Dodgeball - Intro)
- Rookies Brad Hayes, Paul Shier (Jamiroquai - Alright, Mephisto odyssey - Dream of the Black Dahlia)
- Contests Skatepark of Tampa (Attica blues - Tender (organised konfusion remix))
- Industry World market, Half life (Russell Goodwine Jr - Out of order)

Glasba v zaslugah je Fiona Apple - Sleep to dream.